# إسماعيل مظهر
إسماعيل مظهر(1891-1962) هو مفكر مصري، تحول من مفكر ليبرالي في بداياته ثم إلى مفكر إسلامي في نهاياته. ولد بالقاهرة لأسرة ذات أصول عديدة. يُعتبر أحد رواد النهضة العلمية المعاصرة في مصر والعالم العربي، وأحد رواد الفكر والعلم والترجمة. درس علم الأحياء ثم تحول إلى الأدب. قام بترجمة كتاب "أصل الأنواع" لتشارلز داروين ونشره عام 1918، وأعيد طبعه عام 1928. كما ترجم كتاب "نشوء الكون" و"حياة الروح في ضوء العلم". وعمل بالتأليف وأصدر مجلة «العصور» عام 1927، وترأس تحرير "المقتطف" ما بين عام 1945 و1948، ومن مؤلفاته: "قاموس الجمل والعبارات الاصطلاحية الإنجليزية والعربية" الذي نشره عام 1949، و"قاموس النهضة: انجليزى -عربى" عام 1954 و"معجم مظهر الانسيكلوبيدي" وقد طبع منه ثلاثة أجزاء. يقول عنه ابنه جلال في مقدمة كتابه "رسالة الفكر الحر" أنه "كان ناقدًا ومفكرًا ومصلحًا اجتماعيًا وأن أفكاره دارت حول معنيي الحرية الفردية والمثل الأعلى"، وأنه كان مخلصًا دفع كل شيء ماله وأعصابه وجهوده، وأن أهم مواقفه دعوته عام 1929 إلى تكوين حزب اجتماعي سماه "حزب الفلاح" أو "حزب العمال والفلاحين"، لأن الريف عنده هو مصر ومصر هي الريف.
في بداياته نادى عام 1929 بضرورة الإصلاح الاجتماعي، وكان الحل في رأيه هو تكوين حزب سياسي جديد، فلجأ لتحقيق هدفه إلى حزب الوفد وهو حزب الأغلبية، ولكن مصطفى النحاس رفض ذلك، واتخذ من إسماعيل موقفًا سلبيًا. أما حزب الأحرار الدستوريين فوقف منه موقفًا عدائيًا وهاجمه واتهمه بأنه «يثير حرب الطبقات وأنه شيوعي ومتصل بموسكو»، وقبض عليه عندما تولى هذا الحزب الحكم ولكن لمدة ليلة واحدة. وفي أعقاب أزمة 1931 اضطر إلى إيقاف مجلة «العصور» وإلى وقف نشاطه الاجتماعي، وابتعد عن الحياة العامة وبدأ بتأليف المعاجم والقواميس، غير أنه لم يتوقف عن الدعوة إلى الإصلاح الاجتماعي. دعا إسماعيل مظهر إلى الفكر الحر وإلى نظام اقتصادي سماه «التكافل الاجتماعي» ليحل محل الاقتصاد الحر بتوفير فرص متساوية للجميع، في ظل نظام من الحرية المضمونة من شأنه أن يحد من استغلال الفرد للمجتمع ومن اضطهاد المجتمع للفرد.